# Das Chaoten-Team
Das Chaoten-Team ist eine US-amerikanische Filmkomödie aus dem Jahr 1987 mit der Rapper-Band The Fat Boys.
Der Film erschien am 16. Juni 1988 auf Video. Nach dem Erfolg der Videoauswertung kam der Film unter dem Titel Die Fat Boys als Chaoten-Team am 24. November 1988 auch in die Kinos.

## Handlung
Die Mitglieder der Rap-Band „The Fat Boys“ stellen in diesem Film eine Gruppe unterqualifizierter und übergewichtiger Krankenpfleger aus Brooklyn dar. Sie werden von Winslow Lowry für einen Auftrag in Palm Beach, Florida engagiert. Dort sollen sie die Pflege seines kränklichen, im Rollstuhl sitzenden Erbonkels Dennison übernehmen. Es erweist sich, dass Winslow große Wettschulden bei Kredithaien hat. Um die Gangster auszuzahlen erhofft sich Winslow, dass die ahnungslosen Pfleger seinen Onkel schnellstmöglich ins Grab befördern. Kurioserweise aber sorgen die ungewöhnlichen Behandlungsmethoden der Fat Boys dazu, dass sich Dennison mehr und mehr erholt.

## Hintergrund
Die Dreharbeite zu Das Chaoten-Team fanden in Bel Air, Los Angeles und West Palm Beach in Florida statt. Interessant ist die Besetzung, da bis in die Nebenrollen zum Teil bekannte US-Fernsehstars vertreten waren.

## Kritiken
Das Lexikon des Internationalen Films beurteilt den Film als:

„Stumpfsinniges Lustspiel voller Klischeefiguren, vor allem Farbiger, die wie in solchen Filmen gewohnt als dumm, fett und gefräßig charakterisiert werden.“

Auch Cinema.de urteilt negativ und schreibt: „Dauergag dieser lahmen Posse um die Rapband "Fat Boys" (Damon Wimbley, Mark Morales und Darren Robinson) ist deren Lebendgewicht: zusammen über eine halbe Tonne. Sehr mager dagegen die Story: Fiesling Winslow engagiert die Pummel als Pfleger, damit sie seinen reichen Erbonkel in den Herzinfarkt treiben.“
Bei Kino.de ist man optimistisch und meint, dieser erste „Spielfilm der in jeder Hinsicht überdimensionierten Rapper-Truppe "Fat Boys", deren Platten sich auch hierzulande gut verkaufen [wird, ist] ein grotesker Spaß in der Hochgewichtsklasse, mit fetziger Musik und bis in die Nebenrollen mit bekannten US-TV-Stars besetzt.“
Die Kritiker bei Filmosophie.com bewerten diesen Film als Klamauk, denn „es ist offensichtlich, dass mit diesem Film aus dem Erfolg der Fat Boys noch ein bisschen mehr fette Kohle gepresst werden sollte. Der große Vorteil liegt darin, dass dieser kapitalistische Plan in den 1980ern gefasst und umgesetzt wurde. Heutzutage würde ein solcher Film den Machern wohl um die Ohren geklatscht werden. […] Eine andere Sichtweise empfiehlt sich auch nicht, sonst wird der Spaß an diesem Film schwer gemindert. Dass Das Chaoten-Team mittlerweile aber in der Versenkung verschwunden und nur noch wenigen Menschen bekannt ist, hat allerdings Gründe, denn die Fat Boys haben die Zeit nicht überdauert und somit auch nicht dieses Werk des fetten Geschmacks.“